# Липки (Смолевицький район)
Липки (біл. вёска Ліпкі) — село в складі Смолевицького району Мінської області, Білорусь. Село підпорядковане Плиській сільській раді, розташоване в центральній частині області.